# Pierre Issa
Pierre Issa (Germiston, 11 settembre 1975) è un dirigente sportivo ed ex calciatore sudafricano, di ruolo difensore.

## Caratteristiche tecniche
È un difensore centrale.

## Carriera

### Club
Dopo una stagione nella squadra francese del USL Dunkerque (1994-1995), fu acquistato dall'Olympique Marsiglia.
Rimase in questa squadra fino al 2001, collezionando 75 presenze e 2 gol. In seguito si trasferì al Watford, società inglese all'epoca allenata da Gianluca Vialli. Venne messo sul mercato nel febbraio del 2002, dopodiché, nello stesso anno, passò alla squadra libanese dell'Olympic Beirut.
Nella stagione 2004-2005 tornò in Europa, firmando per la squadra greca dello Ionikos. Nel 2005 è passato all'OFI Creta, club con cui termina la propria carriera come giocatore nel 2009.

### Nazionale
Ha esordito in Nazionale nel 1997 nell'amichevole persa 3-0 contro la Germania. Ha partecipato al Mondiale 1998, rendendosi autore di un autogol nella prima partita, persa 3-0 contro la Francia padrona di casa.

## Statistiche

### Cronologia presenze e reti in nazionale
| Cronologia completa delle presenze e delle reti in nazionale ― Sudafrica | Cronologia completa delle presenze e delle reti in nazionale ― Sudafrica | Cronologia completa delle presenze e delle reti in nazionale ― Sudafrica | Cronologia completa delle presenze e delle reti in nazionale ― Sudafrica | Cronologia completa delle presenze e delle reti in nazionale ― Sudafrica | Cronologia completa delle presenze e delle reti in nazionale ― Sudafrica | Cronologia completa delle presenze e delle reti in nazionale ― Sudafrica | Cronologia completa delle presenze e delle reti in nazionale ― Sudafrica |
| Data                                                                     | Città                                                                    | In casa                                                                  | Risultato                                                                | Ospiti                                                                   | Competizione                                                             | Reti                                                                     | Note                                                                     |
| ------------------------------------------------------------------------ | ------------------------------------------------------------------------ | ------------------------------------------------------------------------ | ------------------------------------------------------------------------ | ------------------------------------------------------------------------ | ------------------------------------------------------------------------ | ------------------------------------------------------------------------ | ------------------------------------------------------------------------ |
| 15-11-1997                                                               | Düsseldorf                                                               | Germania                                                                 | 3 – 0                                                                    | Sudafrica                                                                | Amichevole                                                               | -                                                                        |                                                                          |
| 6-6-1998                                                                 | Baiersbronn                                                              | Sudafrica                                                                | 1 – 1                                                                    | Islanda                                                                  | Amichevole                                                               | -                                                                        |                                                                          |
| 12-6-1998                                                                | Marsiglia                                                                | Francia                                                                  | 3 – 0                                                                    | Sudafrica                                                                | Mondiali 1998 - 1º turno                                                 | -                                                                        | [ 2 ]                                                                    |
| 18-6-1998                                                                | Tolosa                                                                   | Sudafrica                                                                | 1 – 1                                                                    | Danimarca                                                                | Mondiali 1998 - 1º turno                                                 | -                                                                        | 63’                                                                      |
| 24-6-1998                                                                | Bordeaux                                                                 | Sudafrica                                                                | 2 – 2                                                                    | Arabia Saudita                                                           | Mondiali 1998 - 1º turno                                                 | -                                                                        |                                                                          |
| 3-10-1998                                                                | Johannesburg                                                             | Sudafrica                                                                | 1 – 0                                                                    | Angola                                                                   | Qual. Coppa d'Africa 2000                                                | -                                                                        |                                                                          |
| 16-12-1998                                                               | Johannesburg                                                             | Sudafrica                                                                | 2 – 1                                                                    | Egitto                                                                   | Amichevole                                                               | -                                                                        |                                                                          |
| 10-4-1999                                                                | Libreville                                                               | Gabon                                                                    | 1 – 0                                                                    | Sudafrica                                                                | Qual. Coppa d'Africa 2000                                                | -                                                                        |                                                                          |
| 28-4-1999                                                                | Copenaghen                                                               | Danimarca                                                                | 1 – 1                                                                    | Sudafrica                                                                | Amichevole                                                               | -                                                                        |                                                                          |
| 5-6-1999                                                                 | Durban                                                                   | Sudafrica                                                                | 2 – 0                                                                    | Mauritius                                                                | Qual. Coppa d'Africa 2000                                                | -                                                                        |                                                                          |
| 18-9-1999                                                                | Città del Capo                                                           | Sudafrica                                                                | 1 – 0                                                                    | Arabia Saudita                                                           | Amichevole                                                               | -                                                                        |                                                                          |
| 27-11-1999                                                               | Pretoria                                                                 | Sudafrica                                                                | 1 – 0                                                                    | Svezia                                                                   | Amichevole                                                               | -                                                                        |                                                                          |
| 23-1-2000                                                                | Kumasi                                                                   | Sudafrica                                                                | 3 – 1                                                                    | Gabon                                                                    | Coppa d'Africa 2000 - 1º turno                                           | -                                                                        |                                                                          |
| 27-1-2000                                                                | Kumasi                                                                   | Sudafrica                                                                | 1 – 0                                                                    | RD del Congo                                                             | Coppa d'Africa 2000 - 1º turno                                           | -                                                                        |                                                                          |
| 2-2-2000                                                                 | Kumasi                                                                   | Sudafrica                                                                | 1 – 1                                                                    | Algeria                                                                  | Coppa d'Africa 2000 - 1º turno                                           | -                                                                        |                                                                          |
| 6-2-2000                                                                 | Kumasi                                                                   | Sudafrica                                                                | 1 – 0                                                                    | Ghana                                                                    | Coppa d'Africa 2000 - Quarti di finale                                   | -                                                                        |                                                                          |
| 10-2-2000                                                                | Lagos                                                                    | Nigeria                                                                  | 2 – 0                                                                    | Sudafrica                                                                | Coppa d'Africa 2000 - Semifinale                                         | -                                                                        |                                                                          |
| 12-2-2000                                                                | Accra                                                                    | Sudafrica                                                                | 2 – 2 dts (4 – 3 dtr)                                                    | Tunisia                                                                  | Coppa d'Africa 2000 - Finale 3º posto                                    | -                                                                        |                                                                          |
| 9-4-2000                                                                 | Maseru                                                                   | Lesotho                                                                  | 0 – 2                                                                    | Sudafrica                                                                | Qual. Mondiali 2002                                                      | -                                                                        |                                                                          |
| 22-4-2000                                                                | Johannesburg                                                             | Sudafrica                                                                | 1 – 0                                                                    | Lesotho                                                                  | Qual. Mondiali 2002                                                      | -                                                                        |                                                                          |
| 28-5-2000                                                                | Ta' Qali                                                                 | Malta                                                                    | 0 – 1                                                                    | Sudafrica                                                                | Amichevole                                                               | -                                                                        | 81’                                                                      |
| 3-6-2000                                                                 | Washington                                                               | Stati Uniti                                                              | 4 – 0                                                                    | Sudafrica                                                                | 2000 US Nike Cup                                                         | -                                                                        | Ammonizione                                                              |
| 7-6-2000                                                                 | Dallas                                                                   | Messico                                                                  | 4 – 2                                                                    | Sudafrica                                                                | 2000 US Nike Cup                                                         | -                                                                        | Ammonizione                                                              |
| 9-7-2000                                                                 | Harare                                                                   | Zimbabwe                                                                 | 0 – 2                                                                    | Sudafrica                                                                | Qual. Mondiali 2002                                                      | -                                                                        | 27’                                                                      |
| 7-10-2000                                                                | Johannesburg                                                             | Sudafrica                                                                | 0 – 0                                                                    | Francia                                                                  | Amichevole                                                               | -                                                                        |                                                                          |
| 16-12-2000                                                               | Johannesburg                                                             | Sudafrica                                                                | 2 – 1                                                                    | Liberia                                                                  | Qual. Coppa d'Africa 2002                                                | -                                                                        |                                                                          |
| 13-1-2001                                                                | Belle Vue Maurel                                                         | Mauritius                                                                | 1 – 1                                                                    | Liberia                                                                  | Qual. Coppa d'Africa 2002                                                | -                                                                        |                                                                          |
| 27-1-2001                                                                | Rustenburg                                                               | Sudafrica                                                                | 1 – 0                                                                    | Burkina Faso                                                             | Qual. Mondiali 2002                                                      | -                                                                        |                                                                          |
| 25-2-2001                                                                | Blantyre                                                                 | Malawi                                                                   | 1 – 2                                                                    | Sudafrica                                                                | Qual. Mondiali 2002                                                      | -                                                                        |                                                                          |
| 24-3-2001                                                                | Port Elizabeth                                                           | Sudafrica                                                                | 3 – 0                                                                    | Mauritius                                                                | Qual. Mondiali 2002                                                      | -                                                                        |                                                                          |
| 25-4-2001                                                                | Perugia                                                                  | Italia                                                                   | 1 – 0                                                                    | Sudafrica                                                                | Amichevole                                                               | -                                                                        |                                                                          |
| 5-5-2001                                                                 | Johannesburg                                                             | Sudafrica                                                                | 2 – 1                                                                    | Zimbabwe                                                                 | Qual. Mondiali 2002                                                      | -                                                                        | 56’                                                                      |
| 15-8-2001                                                                | Stoccolma                                                                | Svezia                                                                   | 3 – 0                                                                    | Sudafrica                                                                | Amichevole                                                               | -                                                                        | 25’                                                                      |
| 10-11-2001                                                               | Johannesburg                                                             | Sudafrica                                                                | 1 – 0                                                                    | Egitto                                                                   | Amichevole                                                               | -                                                                        |                                                                          |
| 15-1-2002                                                                | Mahikeng                                                                 | Sudafrica                                                                | 1 – 0                                                                    | Angola                                                                   | Amichevole                                                               | -                                                                        |                                                                          |
| 20-1-2002                                                                | Ségou                                                                    | Burkina Faso                                                             | 0 – 0                                                                    | Sudafrica                                                                | Coppa d'Africa 2002 - 1º turno                                           | -                                                                        |                                                                          |
| 24-1-2002                                                                | Ségou                                                                    | Ghana                                                                    | 0 – 0                                                                    | Sudafrica                                                                | Coppa d'Africa 2002 - 1º turno                                           | -                                                                        |                                                                          |
| 30-1-2002                                                                | Ségou                                                                    | Sudafrica                                                                | 3 – 1                                                                    | Marocco                                                                  | Coppa d'Africa 2002 - 1º turno                                           | -                                                                        |                                                                          |
| 3-2-2002                                                                 | Kayes                                                                    | Mali                                                                     | 2 – 0                                                                    | Sudafrica                                                                | Coppa d'Africa 2002 - Quarti di finale                                   | -                                                                        |                                                                          |
| 12-5-2002                                                                | Durban                                                                   | Sudafrica                                                                | 1 – 0                                                                    | Madagascar                                                               | Amichevole                                                               | -                                                                        | 46’                                                                      |
| 20-5-2002                                                                | Hong Kong                                                                | Sudafrica                                                                | 2 – 0                                                                    | Scozia                                                                   | HKSAR Reunification Cup                                                  | -                                                                        |                                                                          |
| 23-5-2002                                                                | Hong Kong                                                                | Sudafrica                                                                | 2 – 0                                                                    | Turchia                                                                  | HKSAR Reunification Cup                                                  | -                                                                        |                                                                          |
| 2-6-2002                                                                 | Pusan                                                                    | Paraguay                                                                 | 2 – 2                                                                    | Sudafrica                                                                | Mondiali 2002 - 1º turno                                                 | -                                                                        | 9’ 27’                                                                   |
| 14-1-2006                                                                | Il Cairo                                                                 | Egitto                                                                   | 1 – 2                                                                    | Sudafrica                                                                | Amichevole                                                               | -                                                                        |                                                                          |
| 22-1-2006                                                                | Alessandria d'Egitto                                                     | Sudafrica                                                                | 0 – 2                                                                    | Guinea                                                                   | Coppa d'Africa 2006 - 1º turno                                           | -                                                                        |                                                                          |
| 26-1-2006                                                                | Alessandria d'Egitto                                                     | Sudafrica                                                                | 0 – 2                                                                    | Tunisia                                                                  | Coppa d'Africa 2006 - 1º turno                                           | -                                                                        |                                                                          |
| 30-1-2006                                                                | Alessandria d'Egitto                                                     | Zambia                                                                   | 1 – 0                                                                    | Sudafrica                                                                | Coppa d'Africa 2006 - 1º turno                                           | -                                                                        |                                                                          |
| Totale                                                                   |                                                                          | Presenze                                                                 | 47                                                                       |                                                                          | Reti                                                                     | 0                                                                        |                                                                          |